# Lez-Fontaine
Lez-Fontaine ist eine französische Gemeinde im Département Nord in der Region Hauts-de-France, Sie gehört zum Arrondissement Avesnes-sur-Helpe, zum Kanton Fourmies und zum Gemeindeverband Cœur de l’Avesnois.

## Geografie
Die Gemeinde Lez-Fontaine liegt im Regionalen Naturpark Avesnois, zwölf Kilometer südöstlich von Maubeuge und fünf Kilometer westlich der Grenze zu Belgien. Sie grenzt im Norden an Dimechaux und Solrinnes, im Osten an Solre-le-Château, im Süden und Südwesten an Sars-Poteries und im Westen an Dimont. Die Bewohner nennen sich Lezfontainois oder Lezfontainoises.

## Bevölkerungsentwicklung
| Jahr                       | 1962 | 1968 | 1975 | 1982 | 1990 | 1999 | 2008 | 2013 | 2020 |
| Einwohner                  | 233  | 225  | 211  | 211  | 202  | 211  | 205  | 233  | 223  |
| Quellen: Cassini und INSEE |      |      |      |      |      |      |      |      |      |

## Sehenswürdigkeiten
- Kirche Saint-Martin  mit einem Kreuzweg
- Calvaires, Bildstöcke und Oratorien

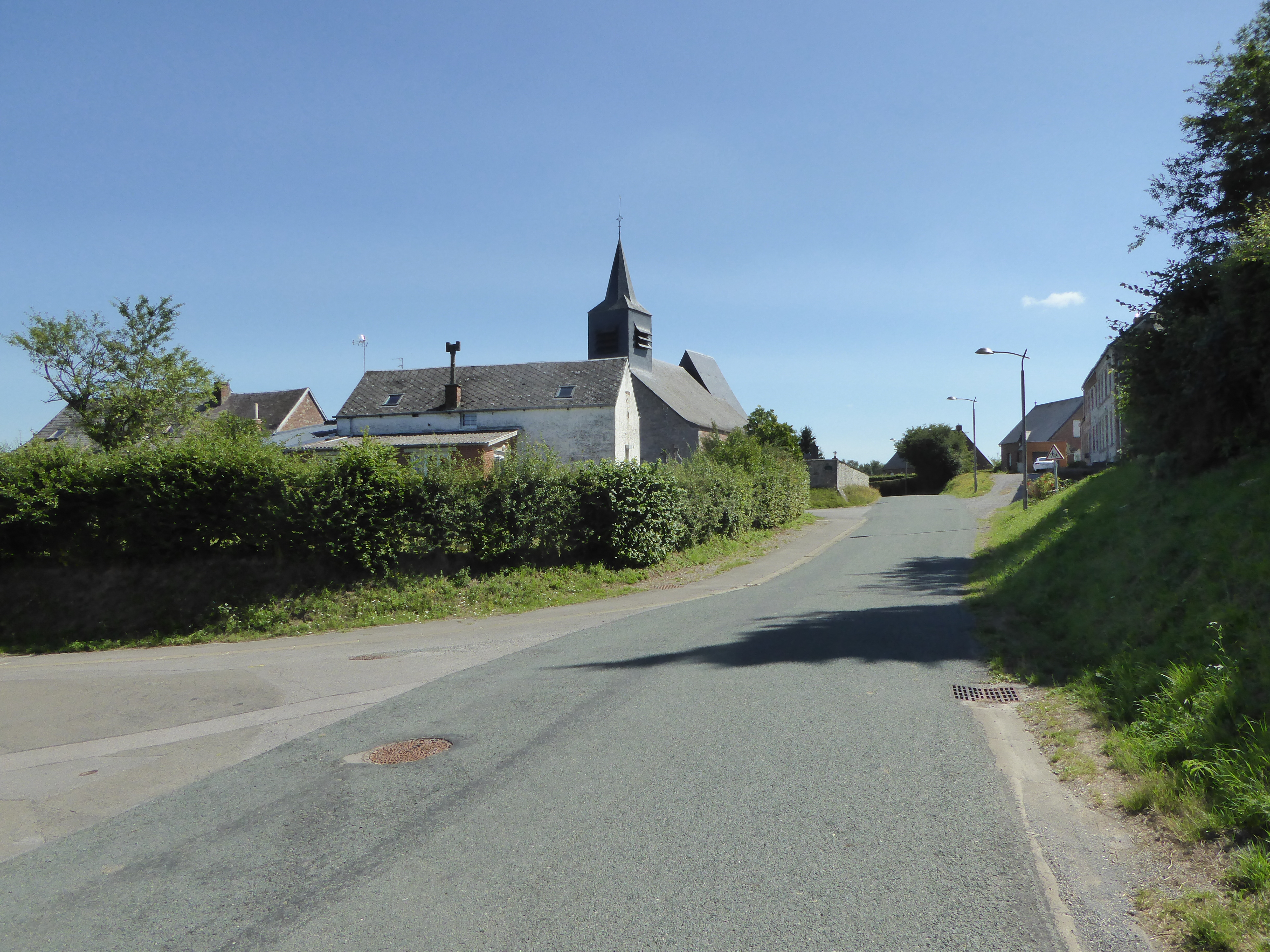
Kirche Saint-Martin
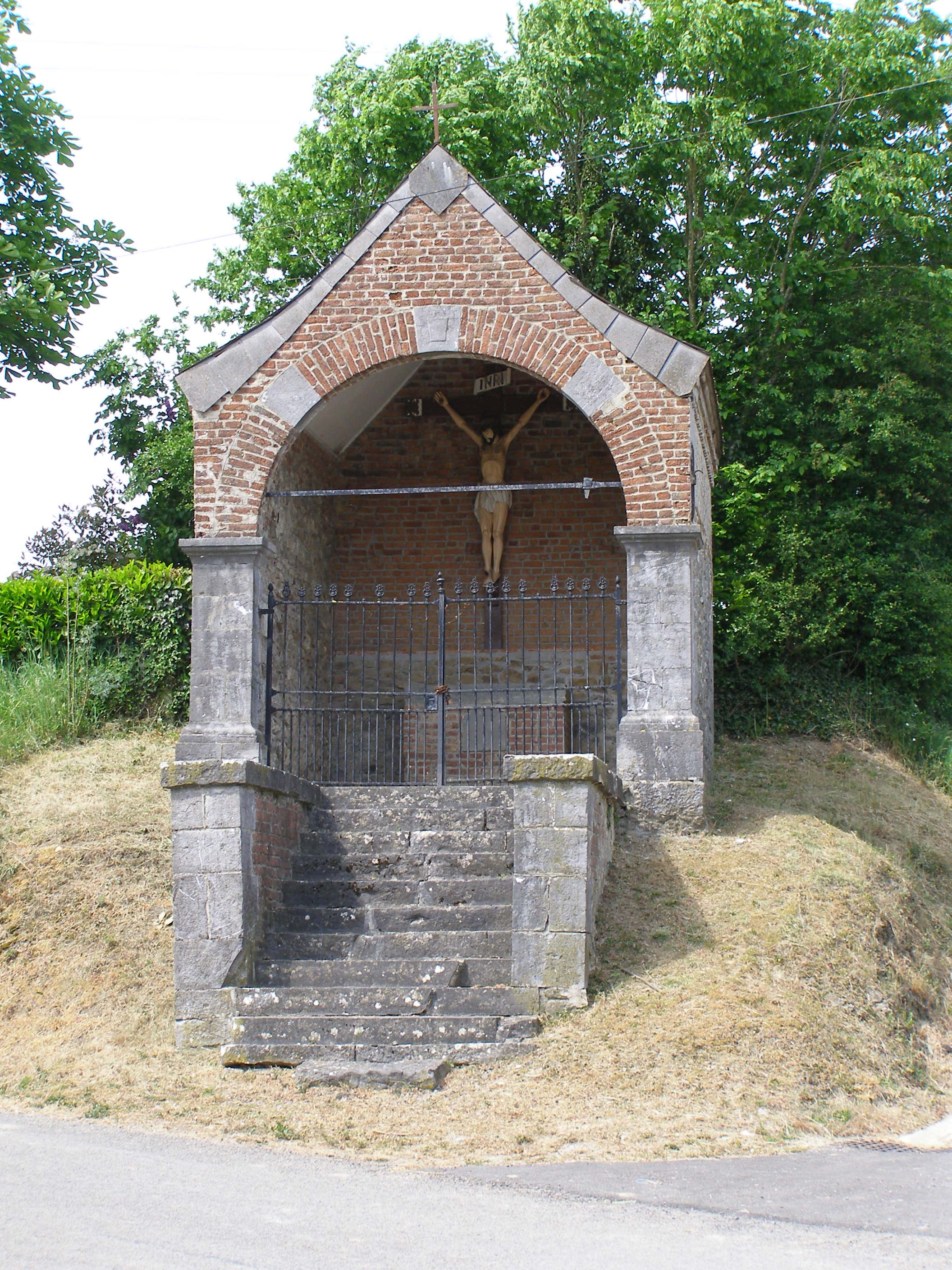
Eines der Oratorien
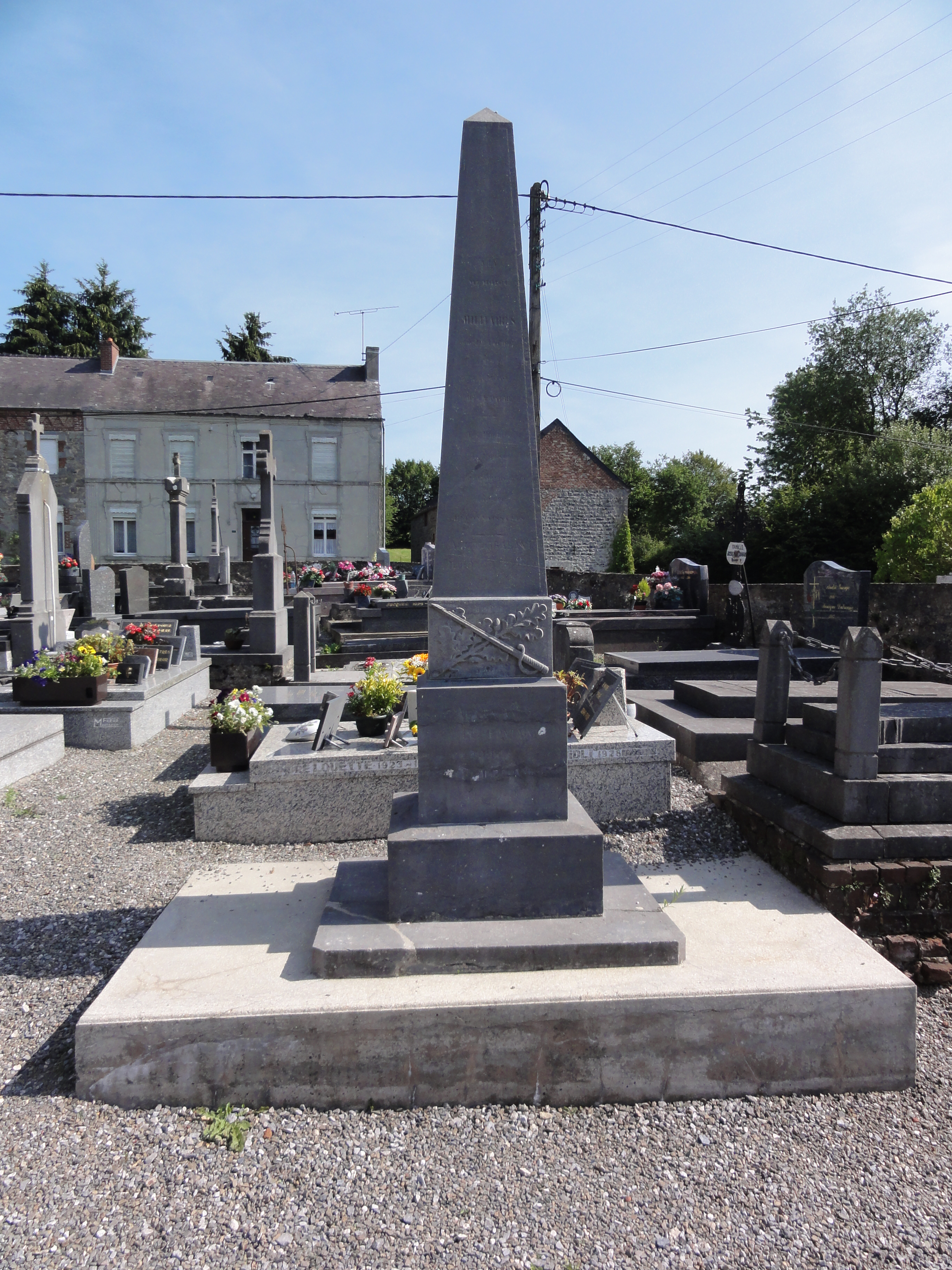
Gefallenendenkmal